# Robert Douglas Sweet
Robert Douglas Sweet (Weybridge, 26 dicembre 1917 – 28 settembre 2001) è stato un dermatologo britannico.

## Biografia
Nato a Weybridge, in Surrey, crebbe in Nuova Zelanda a Wanganui.
Tornato in patria per completare gli studi all'Università di Cambridge, lavorò presso l'ospedale St. Thomas, dove svolse attività da assistente dermatologo.
Si laureò nel 1942.
Lavorò dal 1944 al 1946 nei Royal Army Medical Corps.
Fu consulente dermatologo a Plymouth dal 1950 al pensionamento nel 1982.
Il Royal College of Physicians" lo nomina membro nel 1942 e socio nel 1968.

## Attività scientifica
Nel corso della sua carriera si interessò di rash cutanei, malattie della pelle e dermatiti neutrofile. Le sue ricerche vennero pubblicate per la prima volta nel 1964, dopo aver scoperto la sindrome di Sweet.
Fu successivamente consulente universitario presso l'Università della West Indies in Giamaica; presidente dal 1970 al 1973 dell'ospedale di Plymouth.